# Bằng chứng thép II
Bằng chứng thép II (tựa gốc: 法證先鋒II, tên tiếng Anh: Forensic Heroes II, tên khác: Pháp chứng tiên phong II) là bộ phim Hồng Kông phá án của đài TVB có sự trở lại của dàn diễn viên cũ từ phần 1 như Âu Dương Chấn Hoa, Lâm Văn Long, Mông Gia Tuệ, Chung Gia Hân,... và sự xuất hiện của cặp đôi Xa Thi Mạn và Trịnh Gia Dĩnh,..., Mai Tiểu Thanh làm giám chế, ra mắt năm 2008, sau phần đầu tiên 2 năm. Đây là phần hậu truyện và có cốt truyện liên kết chặt chẽ với phần đầu tiên. Đây đồng thời cũng là phần thứ 2 trong loạt phim Bằng chứng thép gồm 4 phần. Tuy có sự liên kết với phần 1 nhưng phần 2 lại không có cốt truyện liên quan phần 3 và phần 4.

## Nội dung phim
Chuyên gia tháo mìn Dương Dật Thăng (do Trịnh Gia Dĩnh thủ vai) từ Anh Quốc trở về Hồng Kông thăm người thân, tình cờ vướng vào vụ án cài mìn. Thái độ làm việc bình tĩnh chuyên nghiệp của Dương Dật Thăng được Cao Ngạn Bác (do Âu Dương Chấn Hoa thủ vai) xem trọng và khen ngợi. Sau cùng, Dương Dật Thăng quyết định gia nhập tổ pháp chứng do Cao Ngạn Bác quản lý và nhanh chóng trở thành người nổi tiếng của tổ. Tình bạn bị gián đoạn hơn 15 năm của Dương Dật Thăng và Pháp y Cổ Trạch Thâm (do Lâm Văn Long thủ vai) cũng được nối lại.
Vợ sắp cưới của Cổ Trạch Thâm đồng thời là đồng nghiệp chung tổ Pháp chứng của Dương Dật Thăng - Lâm Thinh Thinh (do Chung Gia Hân thủ vai) chẳng may hy sinh trong 1 vụ án. Bạn gái của Cao Ngạn Bác trong Tổ trọng án - Lương Tiểu Nhu - cũng gặp tai nạn, mất khả năng cầm súng, công việc bắt buộc phải chuyển cho Mã Quốc Anh (do Xa Thi Mạn thủ vai) - Phòng điều tra vật phẩm có độc, ma túy. Mã Quốc Anh xử lý các vụ án rất tỉnh táo và thông minh hơn người, nên đã thu hút được sự chú ý của Dương Dật Thăng và Cổ Trạch Thâm.
Sự kết hợp giữa trí thông minh, khả năng tư duy logic và những hiểu biết về pháp y đã giúp bộ ba Dương Dật Thăng, Cổ Trạch Thâm, Mã Quốc Anh phá được nhiều vụ án, nhưng cũng từ đó, mối tình tay ba giữa 1 nhân viên pháp chứng, một bác sĩ pháp y, và 1 nhân viên tổ trọng án cũng bắt đầu mở ra...

## Dàn diễn viên

### Diễn viên chính
| Diễn viên         | Vai diễn                 |
| ----------------- | ------------------------ |
| Âu Dương Chấn Hoa | Cao Ngạn Bác (Tim)       |
| Lâm Văn Long      | Cổ Trạch Thâm (Sam)      |
| Trịnh Gia Dĩnh    | Dương Dật Thăng (Ivan)   |
| Xa Thi Mạn        | Mã Quốc Anh (Bell)       |
| Mông Gia Tuệ      | Lương Tiểu Nhu (Nicole)  |
| Chung Gia Hân     | Lâm Thinh Thinh          |
| Tào Vĩnh Liêm     | Thẩm Hùng                |
| Quách Thiếu Vân   | Mạc Thục Hoàng (Yvonne)  |
| Trần Mỹ Thi       | Phương Diệu Na (Formula) |
| Lữ San            | Dương Tú Quyên (Connie)  |
| Trần Chỉ Thanh    | Lâm Bái Bái              |

### Diễn viên phụ
| Diễn viên         | Nhân vật                  |
| ----------------- | ------------------------- |
| Trịnh Tuấn Hoằng  | Lương Tiểu Cương (Fred)   |
| Trần Chí Sâm      | Vương Vĩnh Dân (Man)      |
| Dương Tú Huệ      | Lăng Tâm Di (Rosie)       |
| Cao Quân Hiền     | Mạc Chính Khang (Wilson)  |
| Lý Vũ Dương       | Lưu Tuấn Thạc (Terence)   |
| Lương Liệt Duy    | Trình Vỹ Thắng            |
| Âu Thoại Vỹ       | Huỳnh Trác Kiên           |
| Hà Quốc Vinh      | Sir Âu                    |
| Triệu Tịnh Nghi   | Trần Mẫn Như (Tina)       |
| Trương Tùng Chi   | Lưu Quốc Minh             |
| Đặng Vĩnh Kiện    | Trương Cường              |
| Ngô Hạnh Mỹ       | Dư Tố Tâm                 |
| La Lạc Lâm        | Mã Cẩm Đào                |
| Lư Uyển Nhân      | Quách Ỷ Phân              |
| Huệ Anh Hồng      | Trịnh Lệ Linh             |
| Huỳnh Trường Hưng | Mã Quốc Hoành (Ben)       |
| Hà Dịch Thông     | Dương Dật Thăng (lúc trẻ) |
| Lương Chứng Gia   | Cổ Trạch Thâm (lúc trẻ)   |
| Vu Dương          | Lương Hưng Long           |
| Cốc Phong         | Cao Thông                 |

### Vụ án 1
| Diễn viên        | Vai diễn         |
| ---------------- | ---------------- |
| Tư Đồ Thoại Kỳ   | Lý Trung Tín     |
| Trần Lương Vy    | Trần Tử Thành    |
| Nguy Huệ Văn     | Paul             |
| Hà Nặc Ngôn      | Diệp Chí Văn     |
| Chung Kiến Văn   | Dr Lưu           |
| Huỳnh Trí Hiền   | Vương Chính Hồng |
| Diêu Doanh Doanh | Chung Uyển Mị    |
| Ngô Nặc Hoằng    | Vương Văn Hạo    |

### Vụ án 2
| Diễn viên      | Vai diễn             |
| -------------- | -------------------- |
| Lý Gia Đỉnh    | Thạch Dũng (Dũng đá) |
| Lý Thành Xương | Đới Quý              |
| Lâm Kính Cương | Đới Lập Đức (Simon)  |
| Huỳnh Văn Tiêu | Vương Bưu            |

### Vụ án 3
| Diễn viên      | Vai diễn            |
| -------------- | ------------------- |
| Tăng Vĩ Quyền  | Hứa Lập Nhân (Matt) |
| Du Lang Duy    | Giang Hữu Toàn      |
| Quan Hạo Dương | Phạm Tử Tân         |

### Vụ án 4
| Diễn viên      | Vai diễn      |
| -------------- | ------------- |
| Trần Địch Khắc | Lý Kiến An    |
| Trịnh Thế Hào  | Lý Quốc Đống  |
| Tô Lệ Minh     | Hà Vận Nghiên |

### Vụ án 5
| Diễn viên          | Vai diễn                    |
| ------------------ | --------------------------- |
| Cổ Minh Hoa        | Phùng Tiêu                  |
| Hoàng Phụng Quỳnh  | Dương Phụng                 |
| Trịnh Gia Sinh     | Châu Trường Phát (Chó điên) |
| Vương Tuấn Đường   | Vương Đức Bồi               |
| Quảng Tá Huy       | Phó Chí Huy                 |
| Phan Phương Phương | Trương Diệu Vân             |
| Huỳnh Gia Lạc      | Phó Chính Cơ                |

### Vụ án 6
| Giết người khuyết tật liên hoàn (tập 14-16) |                   |
| Diễn viên                                   | Vai diễn          |
| Tăng Thủ Minh                               | Đặng Cát          |
| Trương Tuyết Cần                            | Huỳnh Diệu Tường  |
| Tôn Tuệ Tuyết                               | Lý Mỹ Kỳ          |
| Thẩm Khiết Nghi                             | Chị của Mỹ Kỳ     |
| Lâm Hộ Phi                                  | Hà Quảng Phúc     |
| Thái Khang Niên                             | Trương Diệu Trung |
| Hà Đình Ân                                  | Vợ của Diệu Trung |

### Vụ án 7
| Tấn công nghệ sĩ nổi tiếng (tập 17-19) | Tấn công nghệ sĩ nổi tiếng (tập 17-19) |
| Diễn viên                              | Vai diễn                               |
| -------------------------------------- | -------------------------------------- |
| Dương Tư Kỳ                            | Quách Hiểu Lâm (Sharon)                |
| Dương Hồng Tuấn                        | Louis                                  |
| Trần Vũ Sâm                            | Đàm Gia Lạc                            |
| Lỗ Chấn Thuận                          | Jackie                                 |
| Mạch Gia Luân                          | Dick                                   |
| Diệp Khải Nhân                         | Quan Thúy Lan                          |

### Vụ án 8
| Bắt cóc chủ nhà hàng (tập 20-22) | Bắt cóc chủ nhà hàng (tập 20-22) |
| Diễn viên                        | Vai diễn                         |
| -------------------------------- | -------------------------------- |
| Lê Nặc Ý                         | Lý Chí Vỹ                        |
| Huỳnh Tử Hằng                    | Trương Kim Thủy                  |
| Diệp Vỹ                          | Hà Vĩnh Hổ                       |
| Trương Quốc Uy                   |                                  |
| Huỳnh Đức Cơ                     |                                  |
| Lý Khải Kiệt                     | Trịnh Quân                       |
| Diêu Hạo Chính                   |                                  |

### Vụ án 9
| Đánh bảo vệ chung cư (tập 23-25) | Đánh bảo vệ chung cư (tập 23-25) |
| Diễn viên                        | Vai diễn                         |
| -------------------------------- | -------------------------------- |
| Quách Phong                      | Triệu Ứng Cầu                    |
| Tưởng Chí Quang                  | Ông Mạc                          |
| Trần Văn Tịnh                    | Trương Yến Quỳnh                 |
| Quách Trác Hoa                   | Hà Trung Thái                    |
| Trần Thiếu Bang                  | Tăng Hạo Nam                     |

### Vụ án 10
| Cái chết của hàng loạt diễn viên nổi tiếng (tập 25-30) | Cái chết của hàng loạt diễn viên nổi tiếng (tập 25-30) |
| Diễn viên                                              | Vai diễn                                               |
| ------------------------------------------------------ | ------------------------------------------------------ |
| Lý Thi Hoa                                             | Lý Kiều (Cat)                                          |
| Chu Uyển Nghi                                          | Rosa                                                   |
| Chân Chí Cường                                         | Tào Thế Xuyên (Peter)                                  |
| Lương Gia Kỳ                                           | Hà Tú Băng (Debby)                                     |
| Lý Á Nam                                               | Annie                                                  |
| Giang Phú Cương                                        | Dung Triệu Hải                                         |
| Lục Thi Vận                                            | Mâu Thiện (Cherry)                                     |
| Đặng Thượng Văn                                        | Mai Thiên (Mabel)                                      |
| Trần Đan Đan                                           | Trác Lam                                               |
| Trần Chí Kiện                                          | Tony                                                   |
| Viên Vỹ Hào                                            | Cát Gia Hạo (Eric)                                     |
| Tiển Hạo Anh                                           |                                                        |
| Phùng Tố Ba                                            | Nhân viên vệ sinh                                      |
| Tô Mẫn Thông                                           | Lý Trạch Quần (Joe)                                    |
| La Thiên Trì                                           | Trần Chí Kiên                                          |
| Đặng Anh Mẫn                                           | Điền                                                   |
| Cao Khả Tuệ                                            | San                                                    |
| Trương Dĩnh Khang                                      | Nhân viên đoàn phim                                    |

### Diễn viên khác
| Diễn viên       | Vai diễn        |
| --------------- | --------------- |
| Chung Chí Quang | Bác sĩ Chung    |
| Huỳnh Thục Quân | Sue             |
| Phan Quán Lâm   | Ada             |
| Lý Hồng Kiệt    | Sir Phùng       |
| Trương Trí Hiên | Ngọc            |
| Lý Trung Hy     | Jason           |
| Cao Tuấn Văn    | Cha của Jason   |
| Lưu Quế Phương  | Mẹ của Jason    |
| Bồ Minh Lam     | Alex            |
| Ôn Dụ Hồng      | Mẹ của Alex     |
| Thẩm Khả Hân    | Madam Vương     |
| Lương Gia Câu   | Dr Lương        |
| Phó Kiếm Hồng   | Đường Lễ Hiền   |
| Thang Triển Duy | Mã Chí Đạt      |
| Triệu Mẫn Thông | Ricky           |
| Thái Khảo Lam   | Lưu Mỹ Mỹ       |
| Triệu Lạc Hiền  | Phùng Kiến Quốc |
| Mã Quán Đông    | Hà Chí Viễn     |
| Cừu Trác Năng   | Calvin          |
| Vương Duy Đức   | Bác sĩ Hồ       |
| Chu Duy Đức     | Bác sĩ Lý       |
| Tạ San San      | Chị Hà          |
| Trần Mẫn Chi    | Sào Bái Lệ      |

## Nhạc phim
| Tên bài hát | Tên tiếng Anh - tiếng Trung | Ca sĩ trình bày | Ghi chú       |
| ----------- | --------------------------- | --------------- | ------------- |
| Lưu Lại     | Remaining - 遺留            | Lương Văn Hán   | Nhạc mở đầu   |
| Đợi Anh     | Waiting for You - 等你      | Xa Thi Mạn      | Nhạc kết phim |

## Đánh giá
| Tuần | Tuần                     | Tập phim | Điểm trung bình (Rating) | Điểm cao nhất (Rating) | Nguồn |
| ---- | ------------------------ | -------- | ------------------------ | ---------------------- | ----- |
| 1    | 19 - 22 tháng 5 năm 2008 | 1 - 4    | 33                       | 35                     | [ 3 ] |
| 2    | 26 - 30 tháng 5 năm 2008 | 5 - 9    | 31                       | 33                     | [ 4 ] |
| 3    | 2 - 6 tháng 6 năm 2008   | 10 - 14  | 31                       | 34                     | [ 5 ] |
| 4    | 9 - 13 tháng 6 năm 2008  | 15 - 19  | 31                       | 34                     | [ 6 ] |
| 5    | 16 - 20 tháng 6 năm 2008 | 20 - 24  | 33                       | 39                     | [ 7 ] |
| 6    | 23 - 27 tháng 6 năm 2008 | 25 - 29  | 34                       | 37                     | [ 8 ] |
| 7    | 28 tháng 6 năm 2008      | 30       | 34                       | 39                     | [ 9 ] |

## Giải thưởng
| Giải thưởng                  | Diễn viên          | Vai diễn            | Lễ trao giải                                   | Kết quả |
| ---------------------------- | ------------------ | ------------------- | ---------------------------------------------- | ------- |
| Phim hay nhất                | Bằng chứng thép II | Bằng chứng thép II  | Lễ trao giải TVB thường niên lần thứ 41 (2008) | Hạng 5  |
| Nam diễn viên chính hay nhất | Lâm Văn Long       | Cổ Trạch Thâm (Sam) | Lễ trao giải TVB thường niên lần thứ 41 (2008) | Hạng 10 |
| Nữ diễn viên chính hay nhất  | Xa Thi Mạn         | Mã Quốc Anh (Bell)  | Lễ trao giải TVB thường niên lần thứ 41 (2008) | Hạng 10 |